# 伊瑟山
伊瑟山（英語：Mount Eather）是南極洲的山峰，位於麥克羅伯特森地，處於馬丁山以南4公里，屬於查爾斯王子山脈中波爾托斯山脈的一部分，澳大利亞探險隊根據空中照片繪入地圖，現時由南極條約體系管理。